# Resolució 868 del Consell de Seguretat de les Nacions Unides
La Resolució 868 del Consell de Seguretat de les Nacions Unides fou adoptada per unanimitat el 29 de setembre de 1993. Després d'expressar la seva preocupació pel creixent nombre d'atacs i l'ús de la força contra les persones implicades en missions de pau, el Consell va establir nous mandats de seguretat per a les forces de manteniment de la pau de les Nacions Unides.
Es van recordar les disposicions de la Convenció sobre els privilegis i immunitats de les Nacions Unides com a aplicables a les operacions de les Nacions Unides i a les persones que participen en aquestes operacions. Tots els atacs a les forces de manteniment de la pau de les Nacions Unides van ser condemnades i trasllada a l'Assemblea General de les Nacions Unides considerar noves mesures relacionades amb la seguretat i la seguretat de les forces i el personal de les Nacions Unides.
El Consell va encoratjar al Secretari General Boutros Boutros-Ghali a endurir les mesures proposades en el seu informe per assegurar que els assumptes de seguretat formen part integrant de la planificació d'una operació i que qualsevol de les precaucions s'expliqui a tot el personal que treballa en aquestes operacions. Es va instar a tots els països i parts en conflictes a cooperar estretament amb les Nacions Unides per garantir la seguretat i la integritat de les forces i el personal de les Nacions Unides. La resolució també va confirmar que els atacs i l'ús de la força contra les missions de manteniment de la pau es consideraran interferències amb les responsabilitats del Consell de Seguretat i que consideraria noves mesures, si escau. Es prendran mesures addicionals contra el país amfitrió si no és capaç o no vol complir les seves obligacions respecte a la seguretat i integritat de les operacions i del personal de les Nacions Unides.
Quan consideri l'autorització de futures operacions de manteniment de la pau, el Consell requeriria:
(a) el país amfitrió ha de prendre les mesures adequades per garantir la seguretat del personal de les Nacions Unides;
(b) els acords de seguretat i seguretat assumits pel país amfitrió s'aplicaran a totes les persones que participen en l'operació de les Nacions Unides;
(c) es conclou la signatura d'un acord de Acord d'Estatut de Forces.
La resolució va concloure demanant al Secretari General que, en considerar noves operacions de manteniment de la pau, tingués en compte les disposicions de la resolució actual.